# Philosophie des Absurden
Die Philosophie des Absurden, selten auch Absurdismus genannt, ist eine Richtung der Existenzphilosophie, die von der These ausgeht, dass das menschliche Leben absurd sei. Der Begriff Philosophie des Absurden bezieht sich im engeren Sinne auf die Philosophie von Albert Camus. Bei Camus besteht die Absurdität darin, dass es keinen Sinn des Lebens gibt, obwohl der Mensch an einen Sinn glauben will. Zu den Wegbereitern eines solchen Denkens gehörte Søren Kierkegaard. Auch in Werken der Literatur und des absurden Theaters wurde die Absurdität des Lebens dargestellt, zum Teil schon vor Camus.

## Das Absurde bei Camus

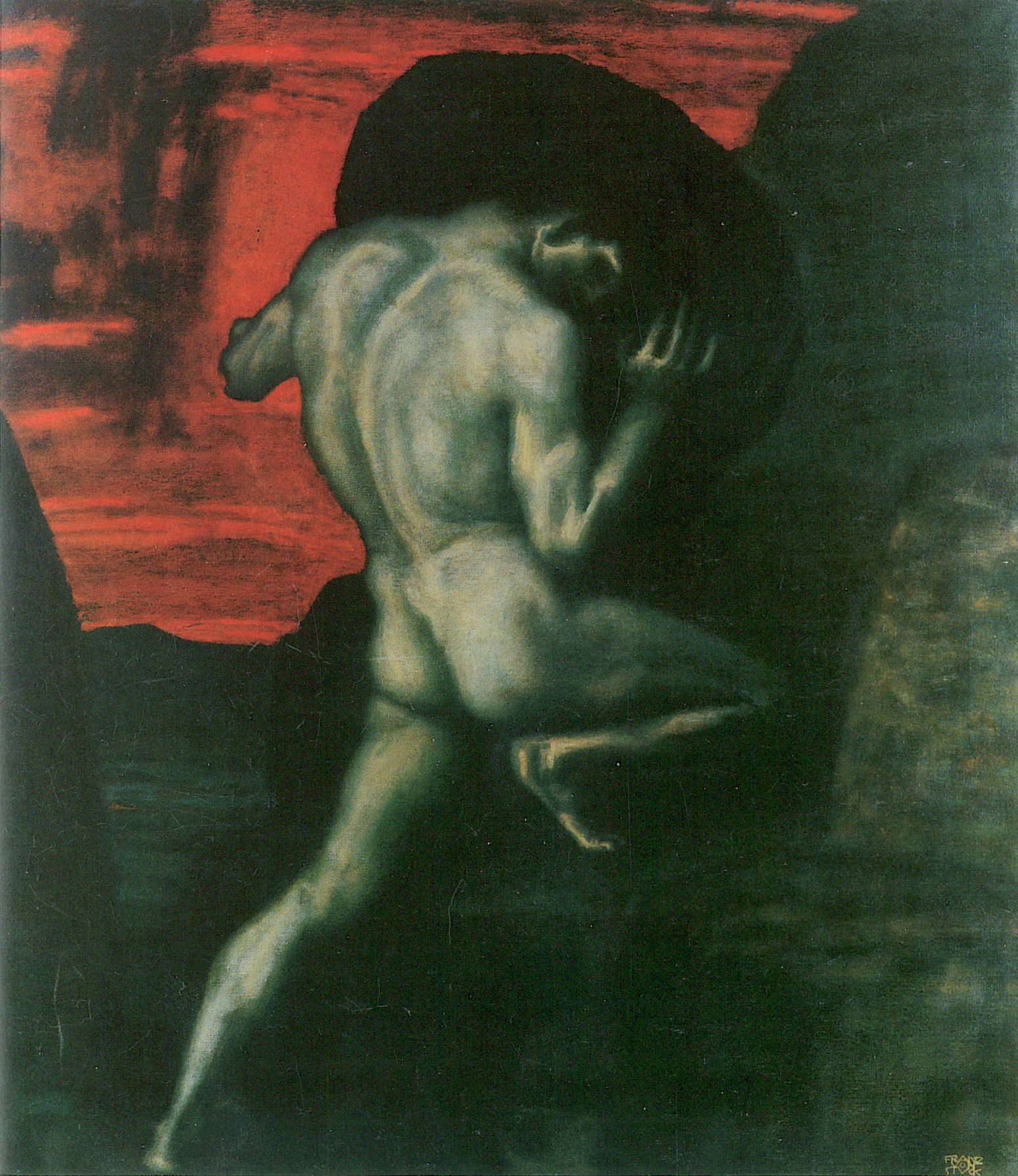
Gemälde von Franz Stuck (1920): Sisyphos wälzt einen Felsbrocken einen Berg hinauf

Der französische Philosoph und Schriftsteller Albert Camus beschrieb die Absurdität des Lebens in seinem wegweisenden Essay Der Mythos des Sisyphos (1942). Mit diesem Essay begründete Camus seinen Ruf als Philosoph des Absurden. Er griff darin den antiken Mythos von Sisyphos auf, der dazu verdammt ist, einen Felsblock einen Berg hinaufzurollen, und immer neu damit beginnen muss, weil der Felsblock jedes Mal kurz vor dem Gipfel wieder ins Tal rollt.
Laut Camus ist der Welt kein Sinn abzugewinnen, sie bleibe unerklärbar. Das menschliche Streben nach Sinn müsse in der sinnleeren Welt vergeblich bleiben. Die Erfahrung der Absurdität könne jeden treffen. Der Mensch stürze bei seinem Streben nach Sinn in eine tiefe Krise. Camus schrieb, es gebe drei Möglichkeiten, das Dilemma zwischen Sinnsuche und Sinnlosigkeit zu lösen:
- Selbstmord (oder „Flucht vor der Existenz“): Camus verwarf diese Option, denn der Selbstmord würde die Absurdität auf die Spitze treiben, anstatt ihr entgegenzuwirken. Camus sah in der Frage „Soll ich mich umbringen?“ das einzige „wirklich ernsthafte philosophische Problem“.[4]
- Hinwendung zu einem religiösen oder anderen Glauben. Ein Glaube entspricht der Annahme, dass es einen höheren Endzweck gibt, an dem man teilhaben kann, etwa die Herrlichkeit Gottes oder ein Dienst an der Gesellschaft. So kann man Sinn finden. Möglicherweise schenkt die Religion auch Hoffnung auf ein Leben nach dem Tod. Camus betrachtete diese Lösung jedoch als Flucht vor der Realität und als „philosophischen Suizid“. Er verwarf auch diese Option.
- Die Annahme des Absurden: Camus riet, die Absurdität anzunehmen, angesichts der Sinnlosigkeit der menschlichen Existenz nicht zu verzagen und ohne Resignation weiterzuleben.

Das Absurde findet sich bei Camus auch auf literarischer Ebene in seinen Romanen Der Fremde (1942) und Die Pest (1947) sowie in den Theaterstücken Caligula (1938) und Das Missverständnis (1944). Camus weitete das Konzept des Absurden in dem Essay Der Mensch in der Revolte (1951) aus. Durch die Revolte gegen das Absurde könne sich der „absurde Mensch“ selbst verwirklichen und das größte Maß der Freiheit erreichen.

## Philosophische Diskussion

### Das Konzept des Absurden
Die Philosophie des Absurden geht von der These aus, dass das Leben oder die Welt absurd sei. Als Merkmale des Absurden gelten allgemein Sinnlosigkeit und dass es mit dem Verstand nicht zu erfassen ist. Im Blick auf die Absurdität des menschlichen Lebens wird hinzugefügt, dass eine Form von Widerspruch (oder ein Konflikt, eine Kollision) vorliegt.
Im Anschluss an Camus wird der Konflikt oft als Konfrontation des rationalen Menschen mit einer irrationalen Welt charakterisiert oder als der vergebliche Versuch, mit dem Verstand etwas zu begreifen, das die Grenzen des Verstandes überschreitet. Auch im Scheitern des Menschen bei seinen Bestrebungen oder in der Diskrepanz zwischen subjektiver Einschätzung und Realität kann man Quellen der Absurdität sehen. Manche Autoren verorten die Widersprüchlichkeit im Menschen und deuten die Absurdität des Lebens als „Kollision in uns selbst“. In diesem Sinne entsteht Absurdität beispielsweise aus „unserer Fähigkeit, die Zufälligkeit unserer höchsten Anliegen zu erkennen, und unserer gleichzeitigen Unfähigkeit, unsere Hingabe an sie aufzugeben“.
Nach Ansicht einiger Autoren gehört zum Absurden, dass Menschen sich der Absurdität bewusst sind.

### Argumente für die Absurdität des Lebens
In der philosophischen Diskussion wird auf verschiedene Aspekte des Lebens verwiesen, die absurd seien. Einer dieser Aspekte ist, dass Versuche des Menschen, die Welt zu verstehen, zum Scheitern verurteilt sind, allein schon deswegen, weil menschliche Erkenntnis grundsätzlich begrenzt ist. Die Welt gibt auch keine Antworten darauf, was man glauben und wie man handeln soll. Der Mensch lebt in einem irrationalen Universum, das gleichgültig gegenüber menschlichen Anliegen und Bestrebungen ist. Nach traditioneller Auffassung entsteht die Absurdität als Diskrepanz zwischen dem Wunsch des Menschen, ein sinnvolles Leben zu führen, und der Sinnlosigkeit der äußeren Welt. Ein weiterer Aspekt der Absurdität ist die Diskrepanz zwischen der Ernsthaftigkeit, mit der Menschen beispielsweise ihre Ziele verfolgen, und dem großen Einfluss des Zufalls in ihrem Leben.
Ein Argument lautet, dass nichts, was wir heute tun, in einer Million Jahren von Bedeutung sein wird. Ein ähnliches Argument ist, dass unser Leben unbedeutend ist, weil es im Verhältnis zum Universum unfassbar klein ist, sowohl räumlich als auch zeitlich. Ein weiteres ähnliches Argument ist die Sterblichkeit: Der Tod wird das Leben samt allen Errungenschaften des Menschen auslöschen. Thomas Nagel hat gegen diese Argumentationslinien eingewandt, dass sie zirkulär seien: Sie gehen eher davon aus, dass das Leben absurd ist, anstatt dies zu beweisen. Die Behauptung, dass unsere heutigen Handlungen in einer Million Jahren keine Rolle spielen werden, impliziert beispielsweise nicht, dass sie heute keine Rolle spielen.
Eine andere Argumentation geht davon aus, dass Sinn sich nur aus der Beziehung zu etwas ergeben kann, das sinnvoll ist. Wenn dies zutrifft, droht ein infiniter Regress: Bei jedem Schritt ist etwas nur deshalb sinnvoll, weil etwas anderes sinnvoll ist, das seinerseits nur deshalb Sinn hat, weil es auf etwas anderes Sinnvolles bezogen ist, und so weiter. Eine unendliche Kette kann nur vermieden werden, wenn es Dinge gibt, die von sich aus einen Sinn haben. Wenn es diese aber nicht gibt, ist letztlich alles sinnlos. Unter anderem mit dieser Begründung kann jedes höhere Ziel, das wir verfolgen, damit infrage gestellt werden, dass am Ende immer eine übergeordnete Rechtfertigung fehlt.
Ferner wurde argumentiert, dass die Maßstäbe für den Sinn des Lebens wie andere Werturteile von uns selbst abhängen. Damit werden objektive Begründungen unmöglich, der Sinn des Lebens ist nicht beweisbar.

### Gegenargumente
Das häufigste Gegenargument für die Behauptung, dass das Leben tatsächlich einen Sinn habe, lautet, dass Gott das Leben schenkt und ihm Sinn gibt. Alternativ lässt sich auch ohne die Existenz Gottes argumentieren, indem auf verschiedene Sinnquellen in der natürlichen Welt verwiesen wird. Die Bewertung, ob etwas sinnvoll ist, wird teils als subjektives Urteil eingestuft, teils an vermeintlich objektiven Werten wie etwa Moral, Wissen oder Schönheit festgemacht.
Ein weiteres Gegenargument ist der Vorwurf, die Philosophie des Absurden laufe auf einen moralischen Nihilismus hinaus. Sie streite nicht nur den Sinn des Lebens ab, sondern auch moralische Werte. Dies verstoße gegen den gesunden Menschenverstand, weil es beispielsweise bedeuten würde, dass man nie jemandem ein falsches Verhalten vorwerfen könnte. Camus erkannte jedoch durchaus moralische Tugenden an, etwa Aufrichtigkeit, Authentizität und Mut. Daraus ergibt sich wiederum der Vorwurf, seine Philosophie sei selbstwidersprüchlich, denn wenn nichts von Bedeutung ist, dann sollte es auch keine Rolle spielen, wie wir handeln.
Camus legte Wert darauf, die Existenz des Absurden nüchtern und konsequent anzuerkennen und der „Logik des Absurden“ treu zu bleiben. Dass er dann doch von Tugenden redete, könnte man ihm auch deshalb vorwerfen, weil es sich logisch verbietet, aus einer reinen Tatsachenbeschreibung Normen oder Werturteile abzuleiten (Humes Gesetz). Man hat Camus damit verteidigt, dass die von ihm anerkannten Tugenden nicht als universell gültige moralische Werte zu verstehen seien, sondern eher als Hinweise darauf, was einzelnen Menschen gegebenenfalls helfen könne.
Es wurde argumentiert, die Philosophie des Absurden sei nicht mit dem Anliegen jeder Erziehung vereinbar, dass man den Kindern Sinn, Freude am Leben und nicht zuletzt den Nutzen des vernünftigen Denkens vermitteln kann.

## Mögliche Reaktionen auf die Erkenntnis der Absurdität
Albert Camus nannte drei mögliche Reaktionen auf die Absurdität des Lebens: Selbstmord, Anschluss an einen Glauben oder Akzeptieren der Absurdität (siehe oben). Die Hinwendung zu einem Glauben bewertete er als „philosophischen Selbstmord“. Dieser bestehe darin, dass der Mensch das Denken aufgibt, sobald er sich einem Glauben anschließt. Camus lehnte den philosophischen Selbstmord ebenso wie den physischen Selbstmord ab, beides sei eine Form der Flucht. Er kam zu dem Ergebnis, dass der Mensch das Absurde als gegeben hinnehmen sollte.
In Der Mensch in der Revolte entwickelte Camus die Idee der „Revolte“ gegen das Absurde. Bei der „Revolte“ geht es darum, im Angesicht von Widrigkeiten Verantwortung zu übernehmen, Freiheit zu finden und die eigene Identität zu bestimmen. Wenn man sich auf neue Erfahrungen einlässt, wird es möglich, ein intensives und kreatives Leben zu leben. Die „Revolte“ kann die Absurdität des Lebens im Kern nicht überwinden. Sie ist aber besser als andere Reaktionen. Einige Autoren halten sie für die einzige philosophisch überzeugende Antwort auf die Absurdität des Lebens.
Laut Thomas Nagel gibt es zwei mögliche Reaktionen, die zumindest theoretisch das Problem lösen können. Zum einen könnten Menschen damit aufhören, sich ständig zu sorgen. Oder sie könnten umgekehrt etwas Wichtiges finden, das ihrer Sorge würdig ist. Andere empfehlen, die Absurdität des Lebens einfach zu ignorieren. Ferner wird Ironie als Möglichkeit genannt, das Problem abzumildern. Mit einer ironischen Haltung distanziert man sich vom Ernst des Lebens.
Einige Autoren meinen, dass es keine angemessene Reaktion gibt. Absurdität könne durch keine Bemühung überwunden werden. Das gelte jedenfalls innerhalb einer konsequenten Philosophie des Absurden, denn wenn nichts wirklich von Bedeutung ist, dann seien auch solche Bemühungen bedeutungslos. Jeffrey Gordon war der Meinung, es gebe immer noch wichtigere und unwichtigere Dinge, auch wenn das Leben insgesamt absurd sei.

## Beziehung zu anderen philosophischen Strömungen

### Existentialismus
Albert Camus wird oft dem Existentialismus zugerechnet, er selbst wies diese Zuordnung aber entschieden zurück (siehe Klassifizierung von Camus’ Philosophie). Er stand dem Existentialismus anfänglich nahe und beschritt dann mit der Philosophie des Absurden einen eigenen Weg. Anders als der Existentialismus gab er eine grundsätzlich pessimistische Antwort auf die Frage, ob es möglich ist, Sinn im eigenen Leben zu finden oder zu schaffen.

### Nihilismus
Die Ansicht, dass das Leben sinnlos sei, ist eine nihilistische Position. Die Philosophie des Absurden bleibt nicht bei dieser Feststellung stehen, sondern betrachtet insbesondere den Konflikt, dass Menschen sich nach Sinn im Leben sehnen, obwohl es diesen nicht gibt.

### Skeptizismus
Es wurde argumentiert, dass die Philosophie des Absurden dem Skeptizismus in der Erkenntnistheorie ähnelt. Wie der Skeptizismus mit methodischem Zweifel vermeintlich selbstverständliches Wissen ins Wanken bringt, kann auch eine skeptische Sicht auf das Leben das naive Vertrauen in den Sinn des Lebens erschüttern.

## Absurdität als Lebenserfahrung
Menschen begegnen dem Absurden oft in alltäglichen Situationen. Solche einzelnen Erfahrungen entsprechen jedoch nicht der viel weiter gehenden Meinung, dass das ganze Leben oder die Welt absurd sei. Diese Sichtweise kann ins Blickfeld kommen, wenn man einen Schritt von den alltäglichen Auseinandersetzungen mit der Welt zurücktritt, um das eigene Leben in einem größeren Zusammenhang zu beurteilen. Dann kann es beispielsweise absurd anmuten, welchen eigentlich bedeutungslosen Dingen man seine Aufmerksamkeit oder seine Energie widmet.
Die meisten Menschen kommen nicht durch philosophische Überlegungen zu dem Gedanken oder dem Eindruck, dass das ganze Leben absurd sei. Jedoch kann eine schwere existenzielle Krise zu diesem Lebensgefühl führen. Existenzielle Krisen werden von Gefühlen wie Stress, Angst, Verzweiflung und Depression begleitet. Dazu kann der Eindruck kommen, das eigene Leben sei bedeutungslos und sinnlos. Umgekehrt kann der Gedanke, dass das Leben absurd ist, zu Depressionen oder gar zu einer existenziellen Krise führen.